# 高山榕
高山榕（学名：Ficus altissima）又名闊葉榕、大青樹、高榕、雞榕，是桑科榕屬的高大乔木，雌雄同株。主要分布于印度、中国南部、缅甸、印度支那半岛、泰国、印度尼西亚等地区。
高山榕生長最高可達30米，可以栽培或野生。高山榕是常綠喬木，樹幹高大，樹冠寬大。有氣根和板狀根，樹皮灰而平滑，芽、苞片、托葉長有被毛，喜愛陽光，高溫和潮濕氣候，生命力強，可抗風及抗空氣污染。
高山榕葉子為單葉，葉序互生，葉形橢圓，先鈍急尖，厚革質，葉背脈絡明顯，葉柄長5cm，花果出現在3-10月間，一年内可多次结果，單性，雌雄同株，果實成熟時金黃色，花被4片。